# Elecciones estatales de Terengganu de 2004
Las elecciones estatales de Terengganu de 2004 tuvieron lugar el 21 de marzo del mencionado año con el objetivo de renovar los 32 escaños de la Asamblea Legislativa Estatal, que a su vez investiría a un Menteri Besar (Gobernador o Ministro Principal) para el período 2004-2009, a no ser que se realizaran elecciones anticipadas durante este período. Al igual que todas las elecciones estatales terengganurianas, tuvieron lugar al mismo tiempo que las elecciones federales para el Dewan Rakyat de Malasia a nivel nacional.
En medio de la feroz debacle sufrida por el opositor Barisan Alternatif (Frente Alternativo) ante un Barisan Nasional (Frente Nacional) fortalecido e imbatible, Terengganu, que era uno de los dos únicos estados gobernados por la oposición, cayó bajo el control del oficialismo con un aplastante triunfo para el BN, que obtuvo el 56.50% del voto popular y 28 de los 32 escaños, contra solo 4 obtenidos por el Partido Islámico de Malasia (PAS), único representante del BA en el estado, que obtuvo el 43.50% restante. La participación fue del 88.87% del electorado registrado. La derrota se debió en gran medida a la retórica islamista del Menteri Besar Abdul Hadi Awang, quien de hecho era también presidente del PAS y Líder de la Oposición Federal al momento de los comicios.
Con este resultado, Idris Jusoh asumió como Menteri Besar el 25 de marzo de 2004.